# 1990 no desporto

## Automobilismo
- 25 de março - Alain Prost vence o GP do Brasil em Interlagos de Fórmula 1, sua 40ª vitória na carreira. Ayrton Senna termina em 3º e Piquet em 6º lugar.[1]
- 27 de maio - Arie Luyendyk vence as 500 Milhas de Indianápolis.[2]
- 24 de junho - A vitória de Alain Prost e o 2º lugar de Nigel Mansell no GP do México, a Ferrari consegue a 40ª dobradinha na categoria. Ayrton Senna faz a 100ª prova na carreira.[3][4]
- 8 de julho - Alain Prost vence o GP da França em Paul Ricard, a 100ª vitória da equipe e do motor Ferrari.
- 15 de julho - Alain Prost vence o GP da Grã-Bretanha, tomando a liderança de Ayrton Senna no campeonato de pilotos. Nigel Mansell anuncia que se aposenta no final do ano.[5]
- 29 de julho - Ayrton Senna vence o GP da Alemanha (seu 50º pódio na carreira) e reassume a liderança do campeonato de pilotos.
- 12 de agosto - O belga Thierry Boutsen vence o GP da Hungria, sua 3ª e última vitória e o 15º pódio e (último) na carreira.
- 26 de agosto - Ayrton Senna vence o GP da Bélgica (sua 25ª vitória na carreira), Nelson Piquet é 5º e Maurício Gugelmin termina em 6º lugar (último ponto na categoria). Pela terceira vez, três pilotos brasileiros pontuaram na F-1.
- 18 de setembro - A Ferrari contrata Jean Alesi para a temporada de 1991 de Fórmula 1. O francês vem para ocupar a vaga de Nigel Mansell, assumindo o posto de segundo piloto de Alain Prost. Alesi assinou um contrato de um ano com uma opção de renovação por mais um.[6]
- 30 de setembro - Thierry Boutsen assina com a Ligier em 1991.[7]
- 1 de outubro - A Williams fecha acordo com Nigel Mansell para a temporada de 1991. Frank Williams gastou US$ 11,3 milhões para a desistência de aposentadoria do piloto inglês.[8] Mansell retorna ao time para ocupar a vaga de Thierry Boutsen.
- 7 de outubro - Al Unser Jr é campeão da Fórmula Indy com uma prova de antecedência. Na pista oval de Nazareth, o piloto se envolveu em um acidente na 104ª volta (200 no total) provocado por Arie Luyendyk, que tentou ultrapassar pelo meio atingindo Danny Sullivan de um lado e Al Unser Jr. de outro. Tendo abandonado, Little Al ficou com a taça, porque Michael Andretti (único adversário na disputa) precisava terminar em 2º, mas chegou em 5º lugar. Com 27 pontos de vantagem e apenas 22 em jogo, a disputa estava terminada.[9]
- 12 de outubro - Alessandro Nannini sofre um acidente com seu helicóptero particular e teve o antebraço direito amputado na queda da aeronave.[10]
- 15 de outubro - Roberto Pupo Moreno é confirmado para pilotar o carro #19 da Benetton no GP do Japão e a prova da Austrália.[11]
- 21 de outubro - Ayrton Senna é bicampeão mundial de Fórmula 1 no GP do Japão com uma prova de antecedência. Na largada, Alain Prost (adversário pelo título) largou melhor do que Senna e tomou a ponta, mas o piloto da McLaren não desistiu e conseguiu se aproximá-lo e quando ia fazer a primeira curva por dentro, o inevitável aconteceu: ambos os carros se chocam e vão direto na caixa de brita. Como a prova não foi interrompida, é definido o título do piloto brasileiro e com o abandono de Mansell na 26ª volta, é decidido também a conquista antecipada do título de construtores para a McLaren, o 6º título na história da escuderia. Na prova, Nelson Piquet vence com Roberto Moreno em 2º (único pódio na carreira) e Aguri Suzuki em 3º lugar (único pódio na carreira e também da Larrousse e o primeiro do Japão na categoria). É a primeira dobradinha da Benetton e também a primeira dobradinha de pilotos brasileiros na mesma equipe.[12][13]
- 4 de novembro - Nelson Piquet vence o GP da Austrália, a prova de número 500 na Fórmula 1 e termina o campeonato em 3º lugar.[14]

## Basquetebol
- 15 de abril - Ravelli/Franca é campeã brasileira de basquete masculino.[15]

## Futebol
- 16 de abril - O técnico do Brasil, Sebastião Lazaroni, covoca os 22 jogadores que disputariam a Copa do Mundo de 1990.
- 20 de maio - O ABC é campeão do potiguar.
- 23 de maio - O Milan vence o Benfica por 1 a 0 e é campeã da Liga dos Campeões da Europa pela quarta vez.
- 3 de junho - O Cruzeiro vence o Atlético Mineiro por 1 a 0 e torna-se campeão mineiro.
- 27 de maio - Ao jornal chileno "La Tercera de La Hora", o goleiro Roberto Rojas confessou toda a mentira no Maracanã. O goleiro chileno disse que assim que o rojão foi atirado pela torcedora Rosenery Mello, em 3 de setembro de 1989, quando o Brasil vencia o Chile por 1 a 0, fingiu que estava tonto e caiu sobre a fumaça. Ele retirou o bisturi que guardava dentro da luva direita e fez um corte no rosto que parecia muito profundo e com a mão com muito sangue. A seleção abandondou o campo e alegou falta de segurança, para que considerasse o Chile vencedor do jogo.[16] Além dele, o zagueiro Astengo e o massagista Alejandro Kock sabiam da armação. No vestiário, Rojas pediu ao roupeiro Nelson Maldonado que sumisse as luvas onde tinha escondido o bisturi. Toda a farsa foi desmentida com o exame de corpo de delito, que detectou apenas um corte na testa e nenhuma queimadura no rosto[17] e como fora provado pelo fotógrafo argentino, Ricardo Alfieri, que estava atrás do gol chileno. As fotos mostraram a sequência do foguete, que cai longe do goleiro.[18]
- 6 de junho - O Ceará se torna bicampeão cearense.
- 8 de junho - A Argentina perde por 1 a 0 para Camarões no jogo de abertura da Copa do Mundo, na Itália.
- 24 de junho - O Brasil perde por 1 a 0 para a Argentina e é eliminada nas oitavas de final da Copa do Mundo.
- 8 de Julho - A Alemanha vence a Argentina por 1 a 0 e é tricampeã mundial na Copa do Mundo.
- 17 de julho - Foi fundado o Botafogo Futebol Clube (Macaé), no estado do Rio de Janeiro.
- 22 de julho - O Criciúma vence o Joinville por 3 a 0 e torna-se bicampeão catarinense.
- 29 de julho - O Botafogo vence o Vasco por 1 a 0 e torna-se bicampeão carioca.
- 29 de julho - O Grêmio vence o Internaconal por 4 a 1 e sagra-se hexacampeão gaúcho.
- 5 de agosto - Atlético Paranaense é campeão paranaense.
- 14 de agosto - Remo é bicampeão paraense.
- 26 de agosto - O Bragantino empata com o Novorizontino, em Bragança Paulista, pelo placar de 0 a 0 na prorrogação (1 a 1 no tempo normal), em uma "final caipira" e torna-se campeão paulista. No jogo de ida, o Braga empatou em Novo Horizonte por 1 a 1. O alvinegro levantou a taça pela melhor campanha no campeonato.[19]
- 10 de outubro - O Olimpia empata com o Barcelona em Guaiaquil por 1 a 1 e se torna-se campeão da Libertadores da América, em função da vitória no primeiro jogo por 2 a 0 em Assunção. É o segundo título do El Decano.
- 31 de outubro - O Brasil perde de 2 a 1 para a Resto do Mundo, num jogo comemorativo aos 50 anos de Pelé. O lance mais bizarro da partida aconteceu quando Rinaldo, então atacante do Fluminense, recebeu a bola do Rei e, ao invés de devolvê-la ao camisa 10, que estava em condições de fazer o gol (que seria o último de sua carreira), resolveu chutá-la, errando o alvo.
- 7 de novembro - O Flamengo empata com o Goiás, em Goiânia, por 0 a 0, e é campeão da Copa do Brasil em função da vitória no jogo de ida por 1 a 0 em Juiz de Fora. É o primeiro título do rubro-negro.
- 2 de dezembro - O Atlético Goianiense é campeão Brasileiro da Série C.
- 9 de dezembro - O Milan vence o Olimpia por 3 a 0 e se torna-se campeão Mundial Interclubes pela terceira vez.
- 16 de dezembro - O Corinthians vence o São Paulo no Morumbi por 1 a 0, e torna-se campeão Brasileiro. No jogo de ida, o Alvinegro do Parque São Jorge venceu também por 1 a 0 no Morumbi.
  - O Sport é campeão Brasileiro da Série B.
- 25 de dezembro - Lothar Matthäus recebe a Bola de Ouro como melhor futebolista da Europa.

## Golfe
Profissional Masculino
Abril 5-8 - Masters Tournament - Nick Faldo
Junho 14-18 - U.S. Open - Hale Irwin
Julho 19-22 - British Open - Nick Faldo
Agosto 9-12 - PGA Championship - Wayne Grady

## Tênis
- Grand Slam de tênis, resultados finais:

Australian Open
- 27 de janeiro - A alemã Steffi Graf vence a americana Mary Joe Fernandez por 6/3 e 6/4. É o terceiro título da jogadora alemã.[20]

- 28 de janeiro - O tcheco Ivan Lendl vence o sueco Stefan Edberg por 4/6, 7/6 (7/3) e 5/2 (o jogo não terminou, porque Edberg retirou-se por contusão na musculatura do lado esquerdo do abdome). É o segundo título do tcheco.[21]

French Open
- 9 de junho - A iugoslava Monica Seles vence Steffi Graf por 7/6 (8/6) e 6/4. É o inédito título da iugoslava.[22]
- 10 de junho - O equatoriano Andrés Gómez vence o americano André Agassi por 6/3, 2/6, 6/4 e 6/4. É o inédito título do equatoriano.[23]

Wimbledon
- 7 de julho - A americana Martina Navratilova vence a compatriota Zina Garrison por 6/4 e 6/1. É o nono título da jogadora americana.[24]
- 8 de julho - O suceo Stefan Edberg vence o alemão Boris Becker por 6/2, 6/2, 3/6, 3/6 e 6/4. É o segundo título do jogador sueco.[25]

US Open
- 8 de setembro - A argentina Gabriela Sabatini vence Steffi Graf por 6/2 e 7/6 (7/4). É o inédito título da jogadora argentina.[26]
- 9 de setembro - O americano Pete Sampras vence o compatriota Andre Agassi por 6/4, 6/3 e 6/2. É o inédito título do jogador americano.[27]

Copa Davis
- 2 de dezembro: Estados Unidos vence Austrália por 3 a 2.[28]

## Nascimentos
| Data            | Nome                       | Profissão                         | Nacionalidade            | Observações | Ref    |
| --------------- | -------------------------- | --------------------------------- | ------------------------ | ----------- | ------ |
| 4 de janeiro    | Toni Kroos                 | futebolista                       | Alemanha                 |             |        |
| 4 de janeiro    | Alberto Paloschi           | futebolista                       | Itália                   |             |        |
| 6 de janeiro    | Alex Teixeira Santos       | futebolista                       | Brasil                   |             |        |
| 7 de janeiro    | Elene Gedevanishvili       | patinadora                        | Geórgia                  |             |        |
| 9 de janeiro    | Stefana Veljković          | Vôleibolista                      | Sérvia                   |             |        |
| 18 de janeiro   | Gorgui Dieng               | basquetebolista                   | Senegal                  |             |        |
| 18 de janeiro   | Nacho                      | futebolista                       | Espanha                  |             |        |
| 26 de janeiro   | Sergio Pérez               | automobilista                     | México                   |             |        |
| 29 de janeiro   | Grzegorz Krychowiak        | futebolista                       | Polónia                  |             |        |
| 8 de fevereiro  | Bethany Hamilton           | surfista                          | Estados Unidos           |             |        |
| 8 de fevereiro  | Makhmud Muradov            | kickboxer e artes marciais mistas | Uzbequistão Tajiquistão  |             |        |
| 25 de fevereiro | Ehsan Hajsafi              | futebolista                       | Irão                     |             |        |
| 28 de fevereiro | Sebastian Rudy             | futebolista                       | Alemanha                 |             |        |
| 8 de março      | Bruno Collaço              | futebolista                       | Brasil                   |             |        |
| 9 de março      | Daley Blind                | futebolista                       | Países Baixos            |             |        |
| 16 de março     | Antonio Carlos Júnior      | lutador de MMA e jiu-jitsu        | Brasil                   |             |        |
| 19 de março     | Jonathan Urretavizcaya     | futebolista                       | Uruguai                  |             |        |
| 21 de março     | Ramin Rezaeian             | futebolista                       | Irão                     |             |        |
| 26 de março     | Romain Saïss               | futebolista                       | Marrocos França          |             |        |
| 28 de março     | Ekaterina Bobrova          | patinadora artística              | União Soviética (Rússia) |             |        |
| 2 de abril      | Yevgeniya Kanayeva         | ginasta                           | União Soviética (Rússia) |             |        |
| 2 de abril      | Miralem Pjanić             | futebolista                       | Bósnia e Herzegovina     |             |        |
| 12 de abril     | Ciryl Gane                 | artes marciais mistas             | França                   |             |        |
| 16 de abril     | Arthur Zanetti             | ginasta                           | Brasil                   |             |        |
| 16 de abril     | Anna Malova                | Voleibolista                      | União Soviética (Rússia) |             |        |
| 18 de abril     | Wojciech Szczęsny          | futebolista                       | Polónia                  |             |        |
| 28 de abril     | Roberta Ratzke             | voleibolista                      | Brasil                   |             |        |
| 8 de maio       | Anastasia Zuyeva           | nadadora                          | União Soviética (Rússia) |             |        |
| 18 de maio      | Débora Menezes             | taekwondo paraolímpico            | Brasil                   |             |        |
| 18 de maio      | Yuya Osako                 | futebolista                       | Japão                    |             |        |
| 19 de maio      | Georgia Bonora             | ginasta                           | Austrália                |             |        |
| 31 de maio      | Giuliano Victor de Paula   | futebolista                       | Brasil                   |             |        |
| 5 de junho      | Polina Rahimova            | Vôleibolista                      | Uzbequistão              |             |        |
| 10 de junho     | Tatiane Raquel da Silva    | Corredora                         | Brasil                   |             |        |
| 11 de junho     | Christophe Lemaitre        | atleta, velocista                 | França                   |             |        |
| 18 de junho     | Sandra Raluca Izbasa       | ginasta                           | Roménia                  |             |        |
| 24 de junho     | Joyce Fernanda de Oliveira | mesa-tenista Paralímpica          | Brasil                   |             |        |
| 24 de junho     | Richard Sukuta-Pasu        | futebolista                       | Alemanha                 |             |        |
| 5 de julho      | Carlotta Giovannini        | ginasta                           | Itália                   |             |        |
| 9 de julho      | Rafael                     | futebolista                       | Brasil                   |             |        |
| 9 de julho      | Fábio                      | futebolista                       | Brasil                   |             |        |
| 9 de julho      | Lucas Lima                 | futebolista                       | Brasil                   |             |        |
| 11 de julho     | Caroline Wozniacki         | tenista                           | Dinamarca                |             |        |
| 14 de julho     | Federica Brignone          | esquiadora                        | Itália                   |             |        |
| 20 de julho     | Wendie Renard              | futebolista                       | França                   |             |        |
| 23 de julho     | Kevin Reynolds             | patinador artístico               | Canadá                   |             |        |
| 25 de julho     | Wakaso Mubarak             | futebolista                       | Gana                     |             |        |
| 30 de julho     | Lia Parolari               | ginasta                           | Itália                   |             |        |
| 6 de agosto     | Douglas                    | futebolista                       | Brasil                   |             |        |
| 8 de agosto     | Abel Hernández             | futebolista                       | Uruguai                  |             |        |
| 9 de agosto     | Caio                       | futebolista                       | Brasil                   |             |        |
| 10 de agosto    | Phelipe Rodrigues          | nadador paralímpico               | Brasil                   |             |        |
| 11 de agosto    | Paula Gonçalves            | tenista                           | Brasil                   |             |        |
| 11 de agosto    | Rolando Dy                 | artes marciais mistas             | Filipinas                |             |        |
| 12 de agosto    | Mario Balotelli            | futebolista                       | Itália                   |             |        |
| 20 de agosto    | Marissa Castelli           | patinadora artística              | Estados Unidos           |             |        |
| 28 de agosto    | Bojan Krkić                | futebolista                       | Espanha                  |             |        |
| 1 de setembro   | Shona Morgan               | ginasta                           | Austrália                |             |        |
| 2 de setembro   | Marcus Ericsson            | automobilista                     | Suécia                   |             |        |
| 5 de setembro   | Kim Yu-Na                  | patinadora artística              | Coreia do Sul            |             |        |
| 7 de setembro   | Fedor Klimov               | patinador artístico               | União Soviética (Rússia) |             |        |
| 7 de setembro   | Boualem Khoukhi            | futebolista                       | Catar                    |             |        |
| 14 de setembro  | Jucilene de Lima           | atleta                            | Brasil                   |             |        |
| 14 de setembro  | Douglas Costa              | futebolista                       | Brasil                   |             |        |
| 15 de setembro  | Darko Lazović              | futebolista                       | Sérvia                   |             |        |
| 16 de setembro  | Karim Boudiaf              | futebolista                       | Catar                    |             |        |
| 19 de setembro  | Mário Fernandes            | futebolista                       | Brasil                   |             |        |
| 19 de setembro  | Rômulo                     | futebolista                       | Brasil                   |             |        |
| 22 de setembro  | Mervin Tran                | patinador artístico               | Canadá                   |             |        |
| 25 de setembro  | Mao Asada                  | patinadora artística              | Japão                    |             |        |
| 27 de setembro  | André                      | futebolista                       | Brasil                   |             |        |
| 10 de outubro   | Rafael Tolói               | futebolista                       | Brasil                   |             |        |
| 24 de outubro   | Danilo Petrucci            | motociclista                      | Itália                   |             |        |
| 24 de outubro   | İlkay Gündoğan             | futebolista                       | Alemanha                 |             |        |
| 25 de outubro   | Milena Rašić               | vôleibolista                      | Sérvia                   |             |        |
| 6 de novembro   | André Schürrle             | futebolista                       | Alemanha                 |             |        |
| 10 de novembro  | Vanessa Ferrari            | ginasta                           | Itália                   |             |        |
| 23 de novembro  | Alena Leonova              | patinadora artística              | Rússia                   |             |        |
| 9 de dezembro   | Stacy Perfetti             | patinadora artística              | Brasil                   |             |        |
| 10 de dezembro  | Shoya Tomizawa             | motociclista                      | Japão                    | m. 2010     | [ 29 ] |
| 11 de dezembro  | Hassan Al-Haydos           | futebolista                       | Catar                    |             |        |
| 11 de dezembro  | Alexander Romanov          | artes marciais mistas             | Moldávia                 |             |        |
| 12 de dezembro  | Romarinho                  | futebolista                       | Brasil                   |             |        |
| 21 de dezembro  | Andressa de Morais         | atleta                            | Brasil                   |             |        |
| 31 de dezembro  | Patrick Chan               | patinador artístico               | Canadá                   |             |        |

## Mortes
| Data           | Nome          | Profissão            | Nacionalidade           | Observações | Ref |
| -------------- | ------------- | -------------------- | ----------------------- | ----------- | --- |
| 20 de março    | Lev Yashin    | futebolista          | União Soviética/ Rússia | n. 1929     |     |
| 31 de agosto   | Sergei Volkov | patinador artístico  | União Soviética         | n. 1949     |     |
| 21 de dezembro | Magda Julin   | patinadora artística | Suécia                  | n. 1894     |     |